# ماهیچه پهن پهلویی
ماهیچهٔ پهن پهلویی (به انگلیسی: Vastus lateralis muscle) یا ماهیچهٔ پهن کناری، بزرگ‌ترین و نیرومندترین بخش ماهیچه چهارسر ران است. کارکرد آن اکستنشن زانو است.
سرِ ثابت آن سطح خارجی استخوان ران و سر متحرک آن لبه‌های استخوان کشکک است.

## نگارخانه

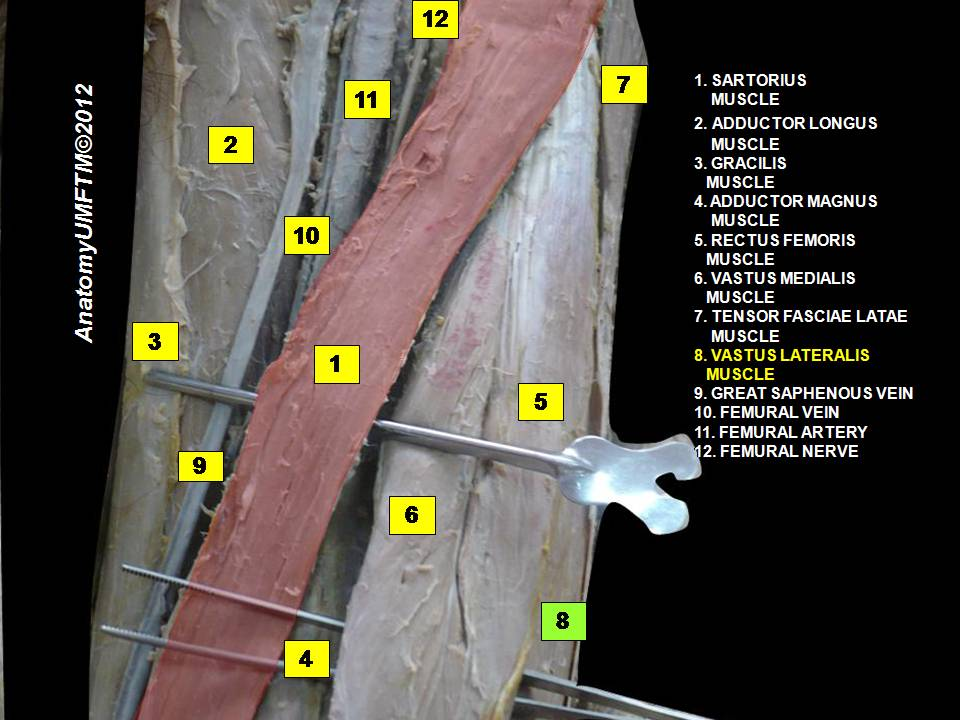
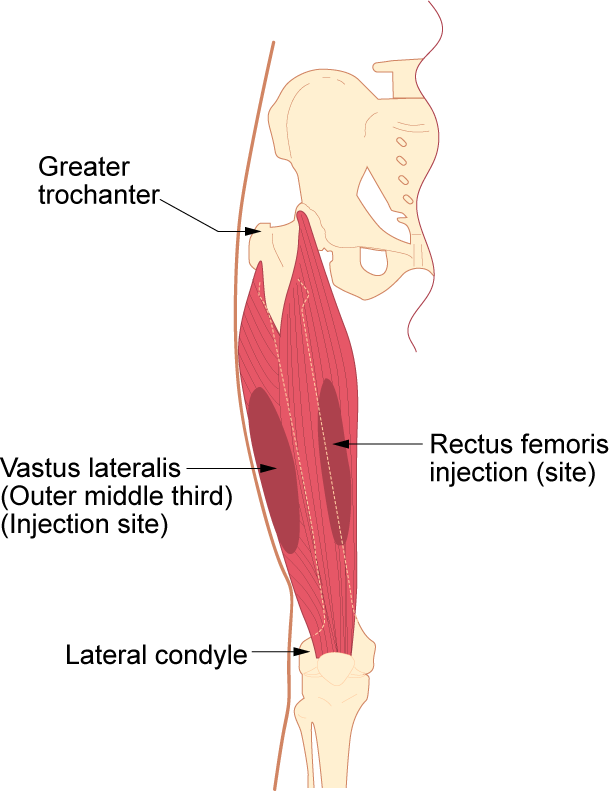